# Szulfámsav
A szulfámsav, más néven  amido-kénsav, kénsav-amid erős egyértékű szervetlen sav. Az ammónia és a kénsav savamidja. Sói a szulfamátok.
Fehér, kristályos, szagtalan, nem higroszkópos anyag.

## Tulajdonságok
Híg vizes oldata szobahőmérsékleten hónapokig stabilis, de magasabb hőmérsékleten hidrolizál:
H[H2NSO3] + H2O → NH4HSO4
205 °C-on megolvad, 210 °C-on elkezd bomlani. 260 °C felett gyorsan bomlik kén-di- és -tri-oxidra, nitrogénre, ammóniára, vízre és más összetevőkre.
Vízben és formamidban oldódik, éterben, acetonban, metanolban, tömény kénsavban kevéssé. 70%-os kénsavban gyakorlatilag oldhatatlan.
Sói semleges vagy lúgos oldatban még forrásponton is stabilisak. A szervetlen sók általában jól oldódnak vízben, beleértve az ólom- és bárium-szulfamátot, melyek szulfátjai vízben oldhatatlanok.
Klorátion hatására nitrogénre bomlik:
2 H[H2NSO3] + KClO3 → N2 + 2 H2SO4 + KCl + H2O
Tömény salétromsavval:
2 H[H2NSO3] + HNO3 → H2SO4 + H2O + N2O
Savanyú közegben a nitriteket elbontja nitrogén keletkezése közben:
H[H2NSO3] + NaNO2 → NaHSO4 + H2O + N2
Ezt a reakciót nitritek eltávolítására használják pl. a textiliparban, diazo(en) színezékek előállítása során.

## Előállítás
NH2OH + SO2 → H[H2NSO3]
NH3 + SO3 → H[H2NSO3]
Ipari méretekben vízmentes kénsavval vagy híg óleummal:
(NH2)CO + 2 H2SO4 → H[H2NSO3] + CO2 + NH4HSO4
A reakció erősen exoterm.

## Felhasználás
Az építőiparban tisztítószerként, a cement- és habarcsmaradékok eltávolítására használják.
Szövetek, papír, cellulózfilmek gyúlékonyságának csökkentésére alkalmas, mivel nem keményedik, és nem kristályosodik a felületen az öregedésük során sem.
A szulfamátsók oldékonysága kihasználható bizonyos ércek és ásványok kivonására és tisztítására.
A mezőgazdaságban a szulfámsav alkalmas a talaj lúgosságának megváltoztatására. Az anyag szilárd volta megkönnyíti a kezelését, a benne levő nitrogén pedig beépül a talajba.
Uszodákban és hűtőtornyokban az oldott klór/HOCl mennyiségének beállítására és vízkőoldásra használják.